# Кокосова палма
Кокосова палма (лат. Cocos nucifera) је дрвенаста биљка из породице палми која је распрострањена у тропским крајевима, поготову на обалама и острвима Тихог и Индијског океана. Њено име потиче од грчке речи сосо (зрно, плод). Под тим именом, кокосова палма је позната свуда у свету, а свуда у свету се и користи. Она је вишенаменска - служи и као храна, и као пиће, као одећа, грађевински материјал и сировина за многе производе савремене индустрије. Израз „кокос“ (или архаични „коконат“) може се односити на целу кокосову палму, семе или плод, који је ботанички коштица, а не орах. Име потиче од старе португалске речи coco, што значи „глава“ или „лобања“, по три удубљења на љусци кокоса која подсећају на црте лица. Они су свеприсутни у обалским тропским регионима и културна су икона тропских крајева.
Кокосово дрво обезбеђује храну, гориво, козметику, народну медицину и грађевински материјал, између многих других употреба. Унутрашње месо зрелог семена, као и кокосово млеко екстраховано из њега, чине редован део исхране многих људи у тропима и суптропима. Кокос се разликује од другог воћа по томе што њихов ендосперм садржи велику количину бистре течности, која се зове кокосова вода или кокосов сок. Зрели кокоси могу се користити као јестиво семе, или прерађени за уље и биљно млеко од меса, угаљ од тврде љуске и влакна од влакнасте махуне. Осушено кокосово месо назива се копра, а уље и млеко добијено од њега обично се користе у кувању - посебно пржење - као и у сапунима и козметици. Слатки кокосов сок се може справити у пиће или ферментисати у палмино вино или кокосово сирће. Тврде шкољке, влакнасте љуске и дугачки перасти листови могу се користити као материјал за израду разних производа за намештај и декорацију.
Кокос има културни и верски значај у одређеним друштвима, посебно у аустронезијским културама Западног Пацифика, где се појављује у њиховим митологијама, песмама и усменим традицијама. Такође је имао церемонијалну важност у предколонијалним анимистичким религијама. Исто тако је стекао верски значај у јужноазијским културама, где се користи у хиндуистичким ритуалима. Он чини основу венчања и ритуала обожавања у хиндуизму. Такође игра централну улогу у религији кокоса у Вијетнаму. Опадање њиховог зрелог воћа довело је до преокупације смрћу од кокоса.

## Историја

### Порекло
Модерне генетске студије су идентификовале да је центар порекла кокоса централни Индо-Пацифик, регион између западне Југоисточне Азије и Меланезије, где показује највећу генетску разноликост. Њихово узгајање и ширење било је уско повезано са раним миграцијама аустронезијских народа који су носили кокос као кану биљке на острва која су населили. Сличности локалних имена у аустронезијском региону такође се наводе као доказ да биљка потиче из тог региона. На пример, полинезијски и меланезијски термин niu; тагалошки и чаморски термин niyog; и малајска реч nyiur или nyior. Други доказ о централном индо-пацифичком пореклу је изворно подручје кокосових ракова; и веће количине штеточина специфичних за C. nucifera у региону (90%) у поређењу са Америком (20%) и Африком (4%).

## Изглед
Александар Хумболт изнео је прва стручна запажања заснована на изгледу дрвета- високог и племенитог у поређењу са свим дотад виђеним растињем, танког стабла које штрчи увис 25 до 30 метара и на чијем се врху налази густа круна од тридесетак перасто раздељених листова дугачких четири метра. Научници су доцније открили да је цваст кокосове палме разграната, у почетку обавијена чврстом овојницом и састављена од мушких и малобројних женских цветова. Из ње настаје плод који се састоји од танког и непропусног спољашњег омотача, егзокарпа, и чврстог и тврдог унутрашњег слоја, ендокарпа. Између се налази дебели слој лаког и растреситог ткива, мезокарпа, у чијем је средишту бело семе са веома развијеним ендоспермом у облику кугле, с дебелом меснатом овојницом у којој је млечна течност.
Високо стабло у пречнику има 30 cm, али је изузетно чврсто и одолева ветровима јер га за пешчано тло, у дубини од 8 m, држи око 800 коренова, не дебљих од једног центиметра. Семе је непропусно за морску воду у којој може да плива и до 4500 километара и да потом, неоштећено, исклија на тлу. После седам година палма рађа први плод, а између петнаесте и педесете године живота донесе од 60 до 80 ораха. Са осамдесет година престаје да рађа и најчешће умире. Само малобројни примерци опстану и доживе 150 година.

## Распрострањеност
Постојбина кокосове палме не може са сигурношћу да се утврди. Легенда каже да је поникла на тлу Полинезије из семена у које се претворила неостварена љубав лепе поглавичине кћери по имену Хина и сиромашног, неугледног младића Аала. Не могавши да живи без вољене, младић је умро, а из његовог гроба који је Хина натапала сузама изникло је необично дрво: танко, витко и толико високо да је надмашило околно растиње. Круном је додиривало небо уздижући љубав у вечне, божанске висине. Да би Хина могла да га гпеда орах је добио Аалов лик. Може да га види свако ко ољушти кокос кажу и данас Полинежани. На чврстој опни постоје три тања дела која могу да се пробију. То су очи и уста младог Аала. На ову легенду надовезује се и друга, урезана на једној каменој плочи нађеној на Филипинима. По њој, кокосова палма је небеско дрво настало од звезде, на шта својим обликом круна и подсећа. Даровано је људима вољом божанских сила и точи из себе „напитак живота“.

## Употреба
Плод може најбоље да се искористи. Док је зелен, незрелог језгра, даје здрав млечни напитак богат калијумом и минералним састојцима, а у сваком ораху има га око литар. Меснати део зрелог ендосперма упије га и сачува. Једнако је здрав и свеж, али и помешан с прокуваном водом као кокосово млеко, а осушен и нарибан, познат под називом корпа, као брашно за хлеб какав спремају жене из Шри Ланке, или као основа за кекс и пециво, уље, бутер. Користи се и у хемијској индустрији за фине креме, сапуне, емулзије као и за производњу експлозива. Од влакнастих делова добијају се чврсте нити од којих су некада упредана ужад, ткани теписи и прављене четке, а данас служе и за израду изолационог материјала и седишта аутомобила која се уграђују у возила марке „дајмлер крајслер“. Чврсте дрвенасте љуске нису више само посуђе за домаћинство и украсни предмети, већ и материјал од кога се обликују дугмад и накит. Лишће се од давнина употребљавало за покривање кровова и израду плетених рукотворина, одлична је заштита од комараца, па се прерађује у инсектициде. Дебла су нашла широку примену као грађевински материјал. Поред греда, од њих се праве и све врсте зидних облога, намештај, а кора се прерађује у гуму.

## Болести
Једна од најопаснијих болести која последњих деценија напада палме је црвени палмин сурлаш (Rhynchophorus ferrugineus), врста инсекта из породице сурлаша (Curculionidae), такође познат и као азијски палмин жижак. Ларве црвеног палминог сурлаша у деблу палме могу да копају рупе дугачке и до 1 м, што доводи до слабљења биљке домаћина и на крају до њеног угинућа. Због тога се овај инсект сматра главном штеточином у плантажама палми, укључујући кокосове палме, урмине палме и палме из којих се добија палмино уље.
Црвени палмин сурлаш напада 19 врста палми широм света. Иако је први пут примећен на кокосовим палмама у Југоисточној Азији, своје упориште нашао је, у протекле две деценије, на урминој палми у више земаља Блиског истока, а затим се проширио на Африкеу и Европу. Преношење заразе потпомогнуто је уношењем инфицираног садног материјала из заражених у незаражена подручја. У области Медитерана црвени палмин сурлаш наноси озбиљне штете феникс палмама (Phoenix canariensis). Тренутно, зараза је пријављена у око 15% свих земаља произвођача кокоса у свети светске кокос земљама у развоју и у скоро 50% земаља у којима се узгаја урмина палма.
Више о овој теми прочитајте у оригиналном тексту Црвени палмин сурлаш.

## Занимљивости
Као права знаменитост, кокосова палма нашла се 1904. године на поштанској марки Француске Гвајане, а потом и Самое и Либерије. Бразилски музичар Ари Баросо у фебруару 1939. године посветио јој је самбу „Бразил“, химну која се и данас изводи на Копакабани. Скоро је један кокосов орах продат за 1,14 милиона евра. Убраја се у вредније експонате угледне аукцијске куће „Кристи“ у Лондону, а налазио се на броду „Баунти“ капетана Вилијема Блаја (1754-1817) и „преживео“ познату побуну.